# Strada principale 30
La strada principale 30 è una delle strade principali della Svizzera.

## Percorso
La strada principale 30 è definita dai seguenti capisaldi d'itinerario: "La Cibourg - Sonceboz - Moutier - Balsthal".